# Min Barndom
Min Barndom (russisk: Детство Горького) er en sovjetisk film fra 1938 af Mark Donskoj.

## Medvirkende
- Aleksej Ljarskij som Aleksej Pesjkov
- Varvara Massalitinova som Akulina Kasjirin
- Mikhail Trojanovskij som Vasilij Kasjirin
- Jelizaveta Aleksejeva som Varvara Pesjkova
- Vjatjeslav Novikov som Jakov Kasjirin